# 加戸佑香利
加戸 佑香利（かど ゆかり、1985年4月11日 - ）は、日本の元女優、歌手。埼玉県出身。タンバリンアーティスツに所属していた。

## 来歴・人物
- 趣味はダンス・服。
- 舞台・ライブを中心に活動している。また、アクセサリーのデザインも手がけていた。
- 所属していたタンバリンアーティスツの女性タレントでは珍しく、『ピチレモン』の専属モデルを経験していなかった。

## 出演

### 舞台
- GANg（2001年8月） - リリー 役
- 蜘蛛之巣医院（2007年3月、西新宿クロスロード） - 奥沼静香 役
- ルナバス720（2007年11月、西麻布ディプラッツ） - アリス 役

### ライブ
- 伝わる歌（2006年）
- Special Super Songs Vol.2
- Pretty2 CD発売記念ミニライブ
- 歌姫物語